# Parafia św. Michała Archanioła w Surochowie
Parafia św. Michała Archanioła w Surochowie − parafia rzymskokatolicka znajdująca się w archidiecezji przemyskiej, w dekanacie Jarosław III. 

## Historia
W 1946 roku miejscowa murowana cerkiew w Surochowie została zaadaptowana na kościół rzymskokatolicki. W 1946 roku dekretem bpa Franciszka Bardy została erygowana ekspozytura w Surochowie, z wydzielonego terytorium parafii Jarosław-Kolegiata, do której przydzielono Sobiecin, Koniaczów i Makowisko.
W 1983 roku rozpoczęto generalny remont kościoła, a w latach 1984–1985 artysta Stanisław Gąsior wykonał polichromię.
W 1992 roku do parafii przyłączono Zgodę, która posiada kościół filialny pw. św. Maksymiliana Marii Kolbego (zbudowany w latach 1982–1985, według projektu arch. A. Gustawa i W. Uchmana), a poświęcony 15 sierpnia 1985 roku przez bpa Ignacego Tokarczuka.
W 2000 roku na cmentarzu parafialnym przy granicy Surochowa i Sobiecina, rozbudowano kaplicę cmentarną pw. św. Józefa, która jest użytkowana przez wiernych z Sobiecina jako kościół filialny.
Na terenie parafii jest 1 490 wiernych (w tym: Surochów – 978, Sobiecin – 367, Zgoda – 145).
Proboszczowie parafii:
1946– ?. ks. Karol Jendyk (ekspozyt).
 ? –1960. ks. Józef Duda (ekspozyt)
1960–1967. ks. Jan Kotyrba (ekspozyt).
1967–1982. ks. Stanisław Rogala.
1982–1987. ks. Józef Hader.
1987–1997. ks. Jan Miksiewicz.
1997–2001. ks. Janusz Mączka.
2001–2002. ks. Stanisław Gorczyca.
2002–2007. ks. Zbigniew Góra.
2007– nadal ks. Krzysztof Pelc.